# Dypterygia cupreotincta
Dypterygia cupreotincta là một loài bướm đêm trong họ Noctuidae.